# حبیب الصایق
حبیب الصایق(زادهٔ ۸ فوریه ۱۹۵۵ – درگذشتهٔ ۲۰ اوت ۲۰۱۹) شاعر، نویسنده و روزنامه‌نگار اهل امارات متحده عربی بود.
او در روزنامه الخلیج فعالیت داشته‌است.
 او ده مجموعه شعر سروده‌است و اشعار او به زبان‌های انگلیسی، فرانسوی، آلمانی، ایتالیایی ، اسپانیایی و چینی ترجمه شده‌است.
الصایغ در ۲۰ اوت ۲۰۱۹ و در سن ۶۴ سالگی درگذشت.